# Bothriogenys
Bothriogenys és un gènere de mamífers artiodàctils de la família dels antracotèrids que visqueren al Vell Món des de l'Eocè fins a l'Oligocè inferior, fa entre 28,4 i 41,3 milions d'anys. Se n'han trobat restes fòssils a l'Aràbia Saudita, Egipte, el Japó, Líbia, Namíbia, Oman, Tailàndia i el Vietnam. Eren antracotèrids de mida variable. Presentaven una fórmula dental completa, amb les dents incisives no engrandides, les canines petites i les premolars senzilles i allargades. Han estat relacionats amb els hipopotàmids basals. El nom genèric Bothriogenys significa ‘mandíbula de clot’.